# Bertram Goodhue
Bertram Grosvenor Goodhue (Pomfret, Connecticut, 28 de abril de 1869-23 de abril de 1924) fue un arquitecto estadounidense célebre por sus obras en estilo neogótico. También diseñó notables tipos de letra, como la Cheltenham y la Merrymount para la Merrymount Press. Al final de su carrera, Goodhue liberó su estilo arquitectónico con obras como la finca El Fureidis en Montecito, una de los tres únicas promociones diseñadas por Goodhue.

## Biografía

### Años de formación

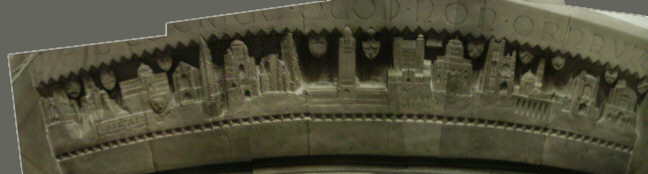
Friso sobre la tumba de Goodhue, en la iglesia de la Intercesión, Nueva York.

Goodhue nació en Pomfret, Connecticut, hijo de Charles Wells Goodhue y de su segunda esposa, Helen Grosvenor (Eldredge) Goodhue. Debido a las limitaciones económicas fue educado en casa por su madre hasta que, a la edad de 11 años, fue enviado al Russell's Collegiate y Commercial Institute. No tuvo medios para asistir a la universidad, pero ya consagrado recibió un título honorario de Trinity College en Connecticut en 1911. En lugar de seguir una formación formal en 1884 se trasladó a Manhattan, en la Ciudad de Nueva York, para emplearse como aprendiz en el estudio de arquitectura de Renwick, Aspinwall y Russell. (James Renwick Jr., uno de los directores, había diseñado la iglesia neoyorkina de Gracia y la catedral de San Patricio). El aprendizaje de Goodhue terminó en 1891, cuando logró ganar un concurso para diseñar la iglesia de San Mateo en Dallas.

### Cram y Goodhue
Después de completar su aprendizaje, Goodhue se trasladó a Boston, Massachusetts, donde se hizo amigo de un grupo de jóvenes intelectuales y artistas involucrados en la fundación de la Society of Arts and Crafts, Boston en 1897. Este círculo incluía a Charles Eliot Norton, de la Universidad de Harvard, y a Ernest Fenollosa, del Museo de Boston de Bellas Artes. A través de este grupo Goodhue conoció a Ralph Adams Cram, quien sería su socio durante casi 25 años. Cram y Goodhue fueron miembros de varias sociedades, entre otras la Pewter Mugs ('Tazas de estaño') y Visionists ('Visioniarios'). En 1892-1893 publicaron una revista de arte trimestral llamada The Knight Errant [El caballero errante]. El polifacético Goodhue fue también un estudiante de diseño de libros y tipografía. En 1896, creó el tipo Cheltenham para el uso de una imprenta de Nueva York, Cheltenham Press. Este tipo de letra llegó a ser usado como fuente de los titulares del The New York Times.
En 1891, Cram y Goodhue formaron el estudio de arquitectura Cram, Wentworth y Goodhue, rebautizado como Cram, Goodhue y Ferguson en 1898. La firma fue líder en la arquitectura neogótica, con importantes encargos de clientes eclesiásticos, académicos e institucionales. La iglesia neogótica de Santo Tomás fue diseñada y construida por ellos en 1914 en la Quinta Avenida, en Manhattan. En 1915, Goodhue aceptó la adhesión al National Institute of Arts and Letters (actualmente, Academia Estadounidense de las Artes y las Letras). En 1917, Goodhue fue elegido para la Academia Nacional de Diseño como miembro asociado, y se convirtió en miembro académico completo en 1923.

### Práctica independiente (1914-1924)

#### Primeros proyectos
En 1914 Goodhue dejó la firma para comenzar su propia práctica profesional, en un momento en que Cram ya había creado su soñado encargo en estilo neogótico para la catedral de San Juan el Divino en la ciudad de Nueva York, un modo neogótico en el que continuara trabajando el resto de su carrera.
Goodhue, sin embargo, inició su carrera independiente con una serie de experimentos estilísticos radicalmente diferentes. El primero fue la iglesia episcopal de San Bartolomé, en estilo neobizantino, construida en Park Avenue, Nueva York, sobre una nueva plataforma justo sobre las terminales ferroviarias de la Grand Central Terminal.

#### Proyectos en estilo neocolonial español

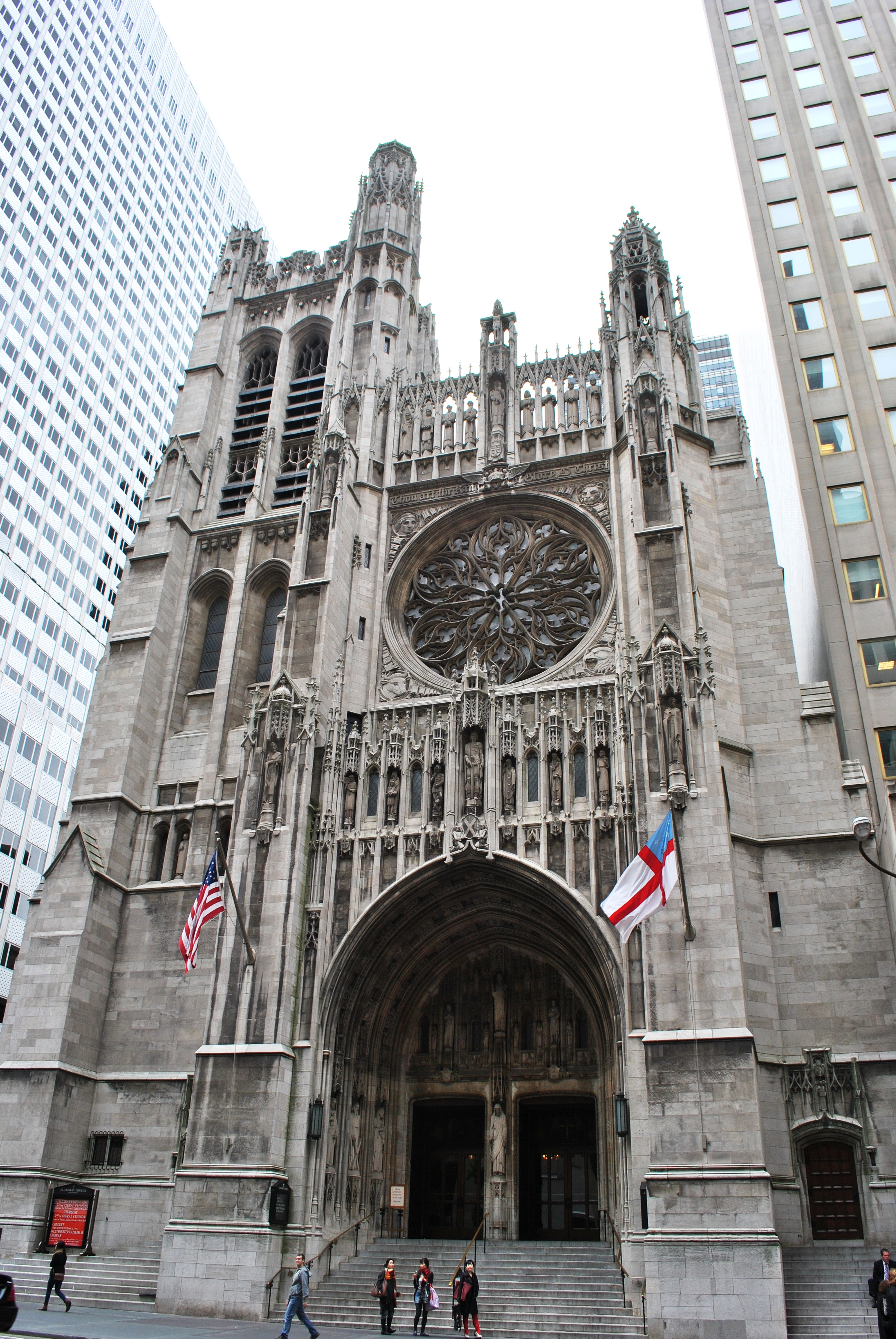
Iglesia de Santo Tomás, Nueva York (1906)

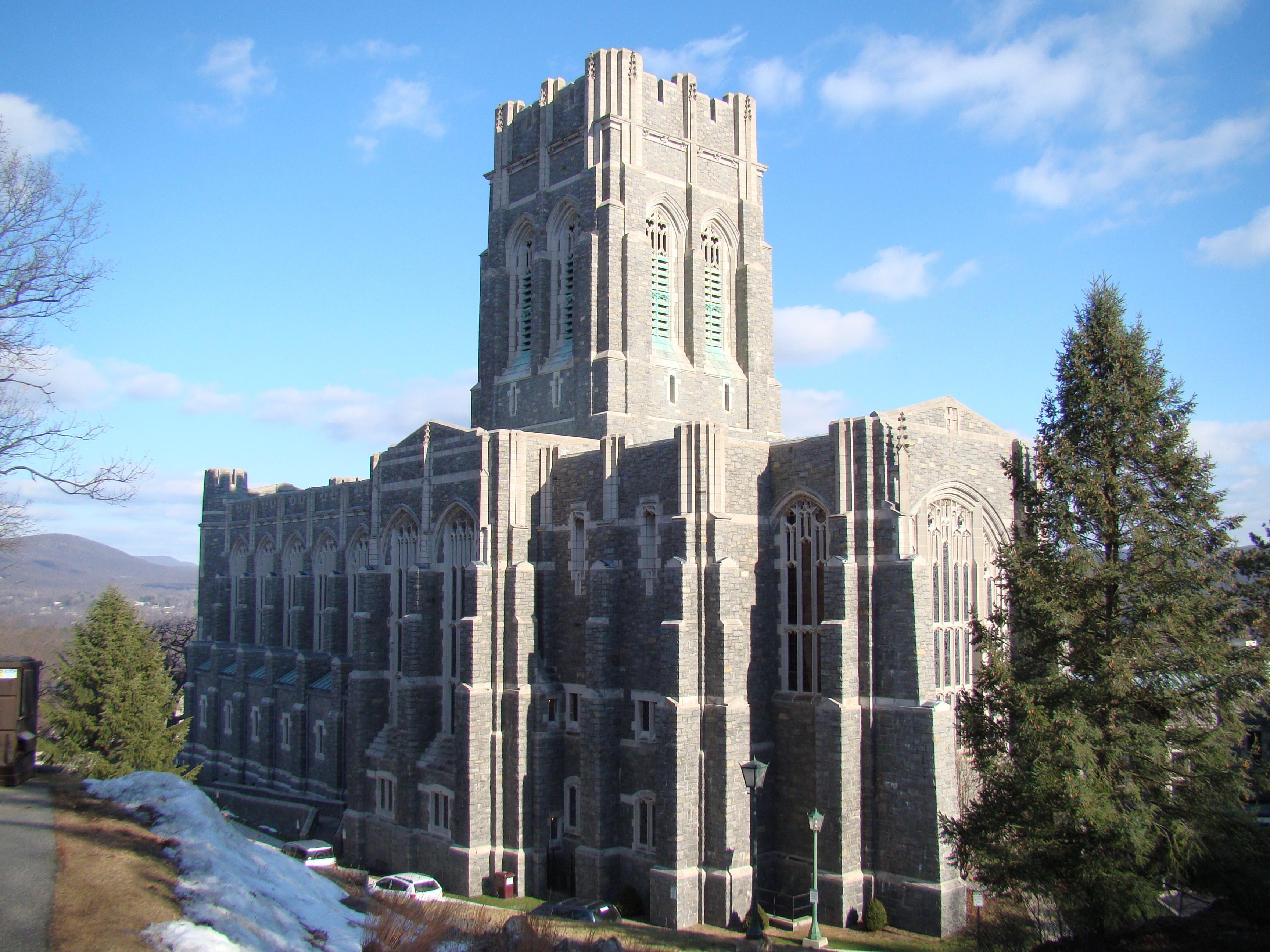
Capilla de West Point (1906-1910)

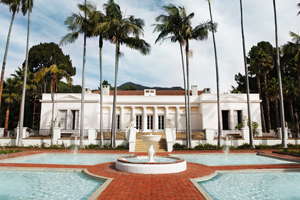
Finca El Fureidis en Montecito, California (1906)

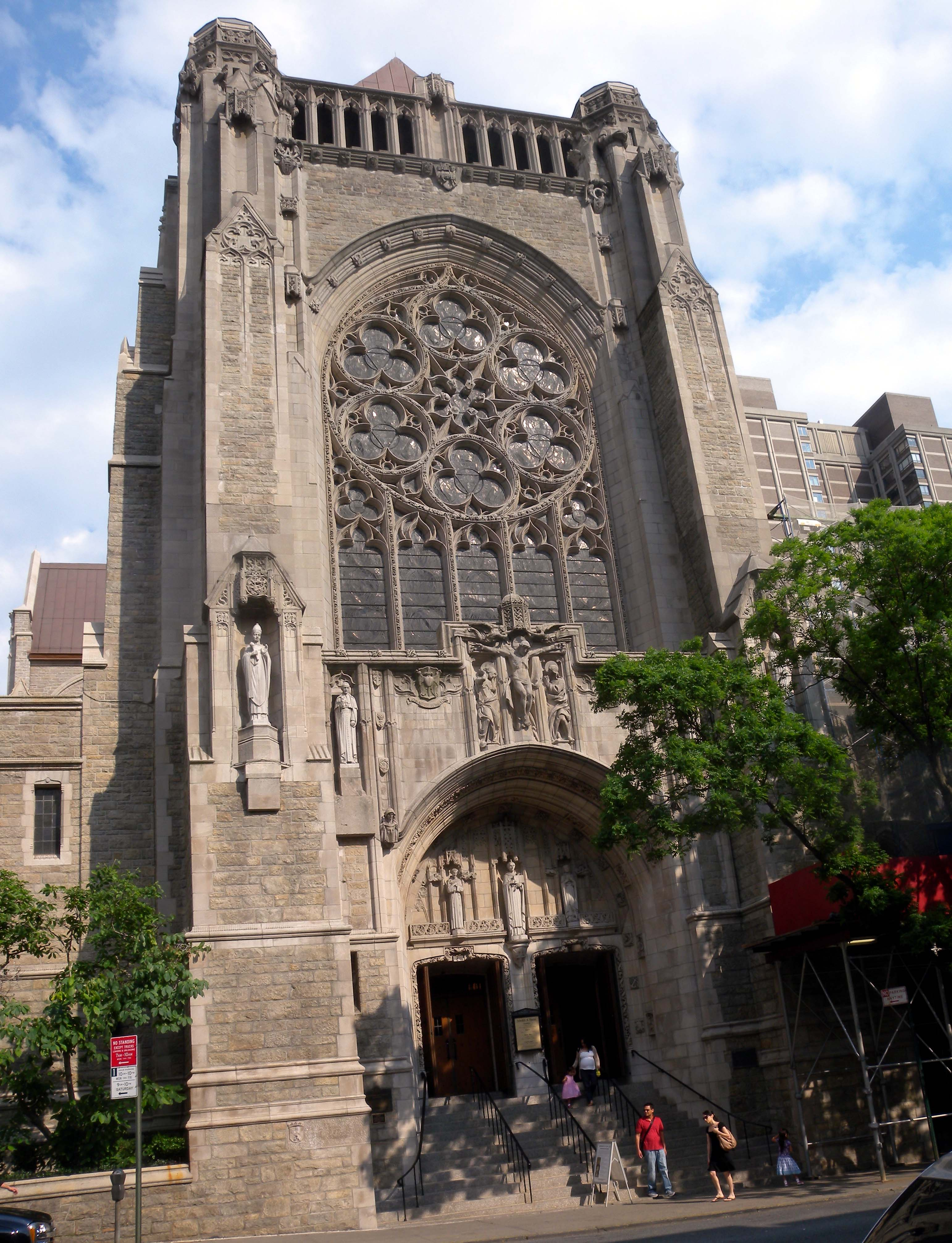
Iglesia de St. Vincent Ferrer, Ciudad de Nueva York (1914-1918)

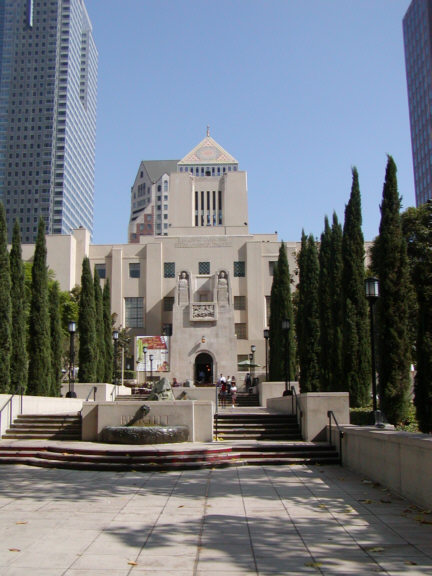
Edificio central de la Biblioteca Pública de Los Ángeles (1924)

Edificio de la Academia Nacional de Ciencias de Estados Unidos, Washington D. C. (1924)

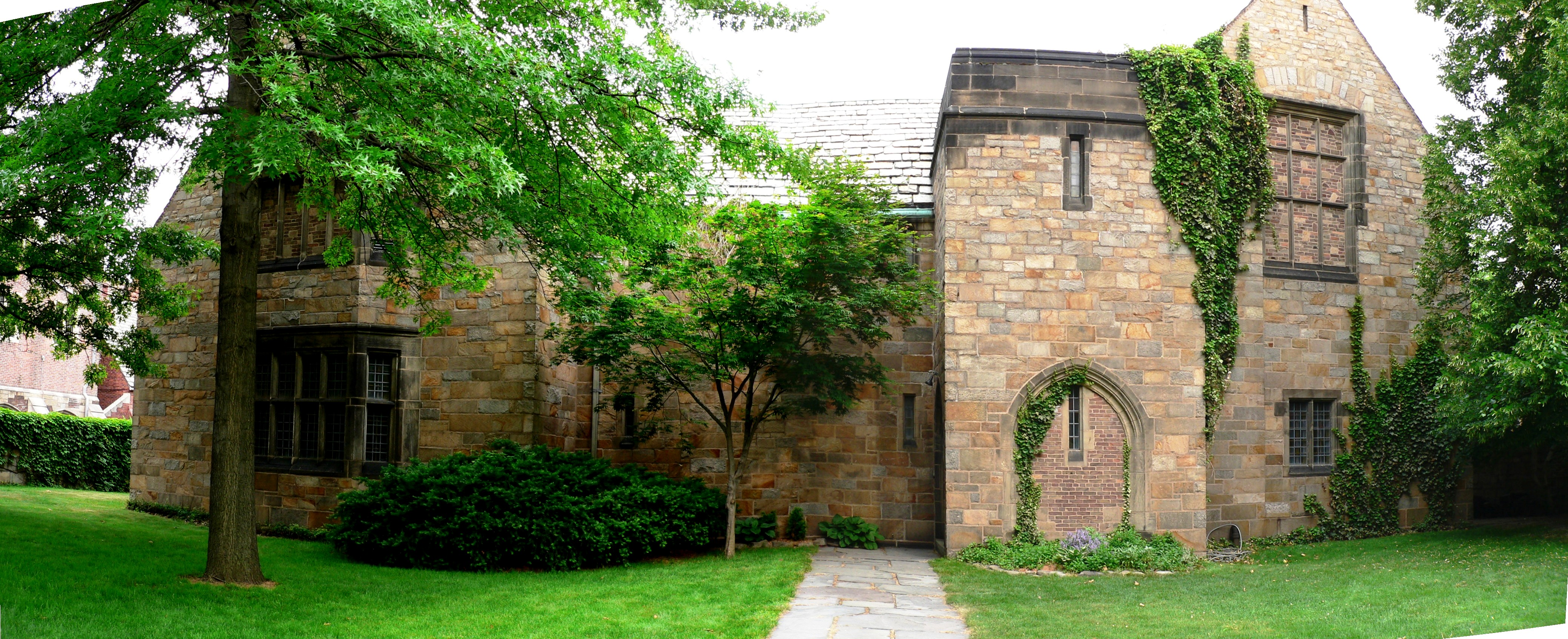
Yale College Wolf's Head Senior Society's 'New Hall', diseñado ca. 1924

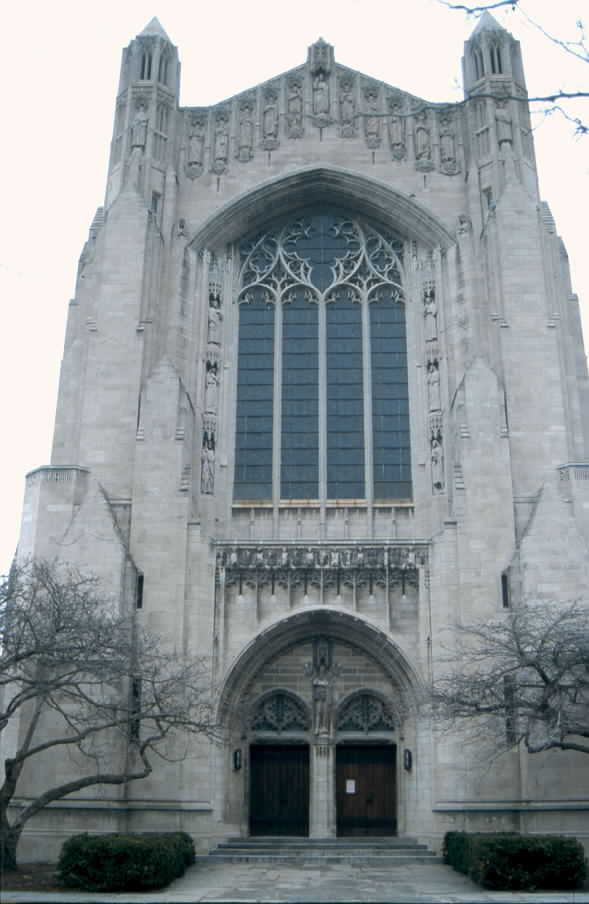
Capilla Rockefeller, Universidad de Chicago (1925-1928)

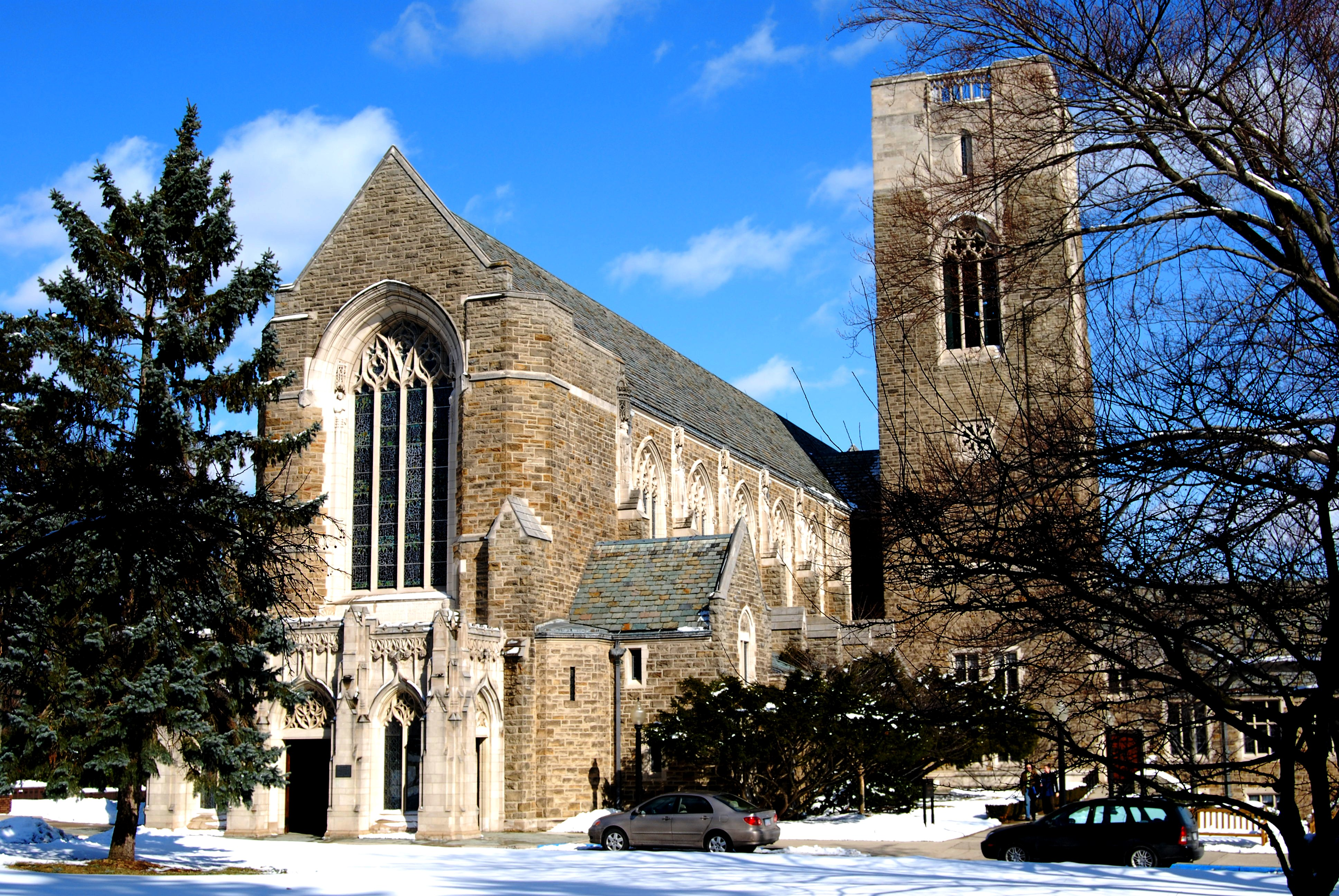
Christ Church Cranbrook, Bloomfield Hills, Míchigan (1925-1928)

En California, en 1915, Bertram Goodhue reinterpretó magistralmente tanto la arquitectura barroca española como la arquitectura colonial española, completadas con detalles churriguerescos tradicionales más tardíos en lo que se conoce como estilo neocolonial español. Esto fue gracias al importante enncargo para la Panamá-California Exposición de 1915 del Quadrangle El Prado,  ubicado en el actual Balboa Park de la ciudad de San Diego. Fue el arquitecto principal, tomando el relevo de Irving Gill, con Carleton Winslow Sr. y Lloyd Wright. La «Exposición Panamá-California» fue visitada por mucha gente y su estilo fue ampliamente publicado, llegando a ser extremadamente influyente en California y el sur y el suroeste de los Estados Unidos. Ello llevó a que se asimilase esa revival de la arquitectura de estilo colonial como el estilo histórico regional dominante, que continúa hasta el día de hoy en California. El estilo singular para la reconstrucción de la ciudad de Santa Bárbara, después de que en 1925 un terremoto de gran magnitud ocasionase su destrucción, se inspiró en el renacimiento de la Mission Revival  y del estilo neocolonial español de la Exposición Panamá-California de Goodhue. Otros ejemplos influyentes de encargos californianos privados, ambos conservados,  son su finca de  J. Waldron Gillespie El Fureidis (1906) y la finca de Dater-Wright Ludington «Dias Felices — Val Verde» (1915)  en Montecito. Goodhue y Gillespie habían hecho juntos una gira de seis meses de investigación y adquisiciones  a través de Egipto, Persia y la península árabe antes de colaborar en el diseño de jardines persa clásico y residencia romana y española colonial del renacimiento en El Fureidis. El estilo neocolonial español de Goodhue pasó a dominar la arquitectura hawaiana de edificios públicos y propiedades residenciales de durante el auge de la construcción de 1920 en el territorio de Hawái.

#### Últimos proyectos

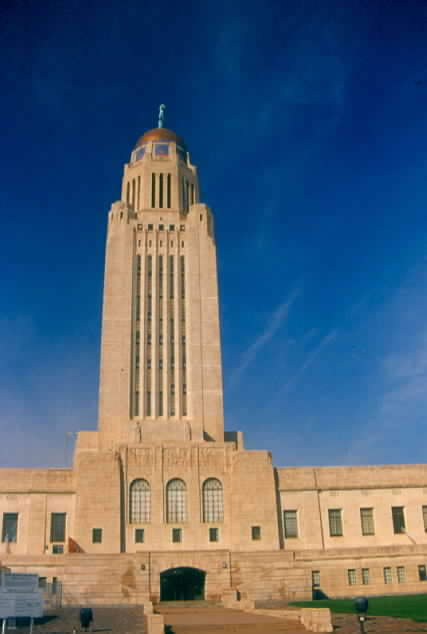
Capitolio del estado de Nebraska (1924)

Las siguientes creaciones arquitectónicas de Goodhue quedaron liberadas de detalles arquitectónicos y se centraron mucho más en las formas neorrománicas, aunque siguió dedicado a integrar escultura, mosaicos y color en sus detalles arquitectónicos superficiales. Hacia el final de su carrera, adquirió un estilo muy personal, una síntesis de formas simplificadas y una calidad arcaica generalizada, y esas innovaciones allanaron el camino para que otros transitaran hacia los lenguajes de la arquitectura moderna. Este estilo se ve en sus últimos proyectos importantes: en el revival neomediterráneo y neoegipcia de Los Angeles Public Library de 1926; en el Capitolio del Estado de Nebraska; y en su entrada de 1922 para el concurso Chicago Tribune Tower.

## Influencia
Goodhue murió en 1924 en la ciudad de Nueva York. Fue enterrado, a petición suya,  en una bóveda en el muro del transepto norte (izquierda) de su iglesia de la Intercesiónen, el edificio que consideraba su máxima expresión. El escultor arquitectónico Lee Lawrie creó una tumba de estilo neogótico, en el que aparece Goodhue reclinado, coronado por un halo tallado de algunos de sus edificios. Recibió póstumamente la Medalla de Oro del AIA en 1925.

## Colaboraciones
A lo largo de su carrera, Goodhue estableció frecuentes colaboraciones con destacados artistas y artesanos, como el ya citado escultor arquitectónico Lee Lawrie y el mosaiquista y muralista Hildreth Meiere. El trabajo de esos artistas fue fundamental para la potencia estética y los mensajes sociales implícitos en los mejores trabajo de Goodhue. Lee Lawrie trabajó varias veces con Cram y Goodhue: en la capilla de West Point, en la iglesia de San Vicente Ferrer, en San Bartolomé, y en el retablo de la Iglesia de Santo Tomás, Nueva York. Y siguió colaborando, ya solo con Goodhue, en: la  Biblioteca Pública de Los Ángeles, en el Capitolio del Estado de Nebraska, en la capilla Rockefeller en la Universidad de Chicago, en la Academia Nacional de Ciencias de la Construcción en Washington D. C., y en la iglesia de Cristo de Cranbrook, completada después de la muerte de Goodhue en las Cranbrook Schools en Bloomfield Hills, Míchigan.
Después de la inesperada muerte de Goodhue en 1924, muchos de sus diseños y proyectos fueron finalizados por el arquitecto Carleton Winslow Sr., en California, por la firma sucesora de Mayers Murray & Phillip en Nueva York, y por otros antiguos asociados. Las oficinas de Goodhue habían empleado, antes de establecer su propia práctica independiente y reputación, a diseñadores y arquitectos como Raymond Hood, Carleton Winslow Sr., Clarence Stein y Wallace Harrison. El consultor temático Hartley Burr Alexander, Lee Lawrie y Hildreth Meiere volvieron a encontrarse en la década de 1930 para el proyecto del Centro Rockefeller en colaboración con Raymond Hood.

### Legado
En una reciente disertación sobre la arquitectura regional estadounidense en California y Hawái, a Goodhue se le atribuyó la creación de una personal interpretación de la arquitectura colonial española que derivó en el estilo neocolonial español que se volvió el estilo vernacular dominante de California. También influyó directamente en el dominio del neocolonial español en la principal arquitectura pública y privada de la década de 1920 en Hawái.
Junto con Paul Cret y otros, a Goodhue a veces se le atribuye parte de la popularización del estilo art deco en los Estados Unidos, como en su diseño para el edificio del Capitolio del Estado de Nebraska, por lo que algunos lo consideran, retroactivamente, como un temprano moderno estadounidense. Sin embargo, su dedicación a la integración del arte y la arquitectura era exactamente contraria al espíritu del diseño del Movimiento Moderno, y al menos en parte, eso ha causado que sea ignonarado académicamente y que apenas se crítique su obra.
Un importante archivo de la correspondencia de Goodhue, dibujos arquitectónicos y trabajos profesionales se conserva en la Avery Architectural and Fine Arts Library at Columbia University en la Universidad de Columbia en la ciudad de Nueva York.

## Edificios y proyectos
- 1892: All Saints' Church, Ashmont, Massachusetts;
- 1894: Church of the Advent (Boston) (1875-1888, de Sturgis & Brigham), Lady Chapel Interior, 1894 (como Cram & Goodhue);[8]
- 1902: Public Library, Nashua, New Hampshire;
- 1904: Grace Church Chapel, Chicago, Illinois;
- 1906-1910: The Chapel y la original campus de la United States Military Academy, West Point, New York;
- 1906: El Fureidis en Montecito, en California;
- 1906: Iglesia de Santo Tomás, en la Ciudad de Nueva York;
- 1909: First Baptist Church, Pittsburgh, Pensilvania;
- 1909: St. John's Episcopal Church (West Hartford, Connecticut);
- 1912: Kitchi Gammi Club, Duluth, Minnesota;[9]
- 1912: Iglesia Episcopal de St. Paul, Duluth;[10]
- 1913: Iglesia de la Intercesión, Nueva York;
- 1913: Iglesia Episcopal de San Bartolomé, Ciudad de Nueva York;
- 1913: Hotel Washington, en la ciudad de Colón, en Panamá;
- 1914: Ford Hall, Rutgers University;
- 1914: Hartley Office Building, Duluth, Minnesota;[11]
- 1914: Virginia Military Institute, Lexington, Virginia;
- 1914-1918: Iglesia de St. Vincent Ferrer, Ciudad de Nueva York;

- 1915: Cavour Hartley House, Duluth;[12]

- 1915: Edificios de «El Prado Quadrangle», la «Fine Arts Gallery» y el «California Building» (ahora el San Diego Museum of Man), todos parte de la Panama-California Exposition, ahora en el  en el Parque Balboa de la ciudad de San Diego, California;
- 1915-1920: Oahu College y Kamehameha Schools, Honolulu, Hawái;

- 1918, 1925-1928: Rockefeller Chapel, Universidad de Chicago, Chicago, Illinois, encargado en 1918;

- 19?: la planificación urbana y varios edificios para la «Million Dollar Ghost Town», en Tyrone, Nuevo México;
- 1917: Biblioteca del Grolier Club, en la Ciudad de Nueva York;
- ?: First Congregational Church (Montclair, New Jersey);[13]
- 1921: Marine Corps Recruit Depot San Diego, San Diego, California;
- 1924: Biblioteca Pública de Los Ángeles, Downtown Los Angeles, California;
- 1924: Capitolio de Nebraska, Lincoln, Nebraska;
- 1924: Edificio de la Academia Nacional de Ciencias de Estados Unidos, Washington D. C.;
- 1924: Master Plan, el edificio de Física, Dabney Hall, y otros edificios del campus para el California Institute of Technology (Caltech), Pasadena, California;
- 1922-1924: Fraternity House de la Rensselaer Society of Engineers, Troy, New York;
- 1924: Trinity English Lutheran Church, West End Historic District, Fort Wayne, Indiana;
- 1924: Hall, o tumba, Wolf's Head Society, Yale University, New Haven, Connecticut, diseñado ca. 1924, construido póstumamente;
- 1931: Instituto Oriental de Chicago, University of Chicago, Chicago, Illinois, encargado en 1919 y completado en 1931 por la firma succesora de Mayers Murray & Phillip;
- 1922-1927: Museo de Arte de Honolulu, Honolulu, Hawái, encargado en 1922 y completado en 1927, de Hardie Phillip.
- 1925-1928: Christ Church Cranbrook, Bloomfield Hills, Míchigan;
- 1927-1929: Lihiwai (residencia del gobernador del Territorio de Hawái), Honolulu, Hawái, (completado por Hardie Phillip);
- 1931: C. Brewer Building, Honolulu, Hawái, completado en 1931 por Hardie Phillip;
- ?: Casa de Philip W. Henry, Linden Circle, Briarcliff Manor, New York[14]
- ?: Wolf's Head Society "New Hall", Yale University, New Haven, Connecticut